# کانالیزه‌شدن (ژنتیک)

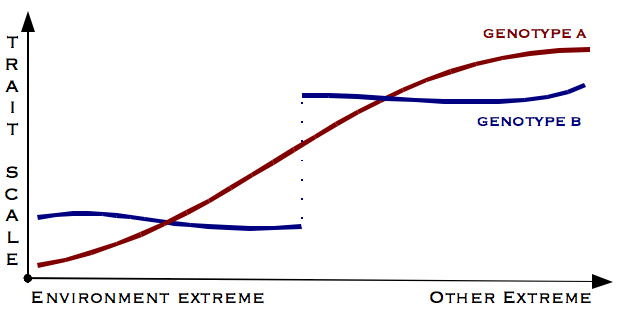
هنجارهای واکنش برای دو ژنوتیپ. ژنوتیپ B یک توزیع قوی دووجهی را نشان می‌دهد که نشان‌دهنده تمایز به فنوتیپ‌های متمایز است. هر فنوتیپی که از ژنوتیپ B حاصل می‌شود در برابر تغییرهای محیطی بافر می‌شود - کانالیزه می‌شود.

کانالیزه‌شدن (به انگلیسی: Canalisation)، اندازه‌گیری توانایی یک جمعیت برای تولید فنوتیپ یکسان بدون توجه به تنوع محیط یا ژنوتیپ آن است. این نوعی استحکام تکاملی است. این اصطلاح در سال ۱۹۴۲ توسط کنراد هل ودینگتون ابداع شد تا این واقعیت را نشان دهد که "واکنش‌های رشدی، همان‌طور که در جانداران ارائه‌شده به انتخاب طبیعی رخ می‌دهند … به گونه‌ای تنظیم می‌شوند که بدون توجه به تغییرهای جزئی در شرایط در طول دوره، یک نتیجه نهایی قطعی سیر واکنش به دست آورند». او از این کلمه به جای استحکام استفاده کرد تا در نظر بگیرد که سیستم‌های زیستی کاملاً مانند سیستم‌های مهندسی‌شده قوی نیستند.